# Lista över Disneys kortfilmer
Detta är en förteckning över samtliga tecknade kortfilmer som producerats av Walt Disney Productions och dess efterföljare Walt Disney Pictures. Dock finns inte reklamfilmer och informationsfilmer med, och enbart filmer som producerats för biovisning är inkluderade – inte TV-produktioner. Till exempel har delar av de tecknade TV-serierna Bonkers, Timon och Pumbaa och Musses verkstad gått på biograferna – se dessa artiklar för mer information. På senare år har Disney även börjat producera korta filmer direkt för DVD-utgåvorna av deras långfilmer – dessa kortfilmer har lagts till sist i artikeln.
Filmerna är listade efter filmserie. Notera att så gott som samtliga figurer som fått sina egna filmserier även medverkar i andra kortfilmer; sålunda är listan under till exempel "Humphrey-filmer" inte en komplett filmografi över björnen Humphrey – filmografier finns istället i respektive karaktärs huvudartikel.
De svenska titlar som anges är i allt väsentligt de svenska premiärtitlarna, i enlighet med Svenska Filminstitutets uppgifter i Svensk Filmdatabas. Då det inte finns några officiella översättningar av kortfilmerna på samma sätt som det finns av de tecknade långfilmerna, har flertalet filmer nedan även haft andra titlar vid visning i TV, och på videokassetter och DVD.

## Stumfilmer
Mellan 1922 och 1928 producerade Walt Disney omkring 90 filmer, i huvudsak i tre olika filmserier; Laugh-O-Grams (1922), Alice Comedies (1923–1927) och Oswald the Lucky Rabbit (1927–1928). 1928 förlorade han dock rättigheterna till Oswald och tvingades lansera en ny figur: resultatet blev Mickey Mouse – tredje filmen om denne kom också att bli Disneys första ljudfilm.

## De klassiska tecknade kortfilmerna

### Musse Pigg-filmer (Mickey Mouse Cartoons)
Filmer med Musse Pigg som titelfigur. Fram till 1937 ingick samtliga filmer som släpptes med Musse och karaktärerna omkring honom i denna serie. I filmerna Donald and Pluto (1936), Don Donald (1937) och Modern Inventions (1937) dyker dock Musse själv inte upp, utan handlingen kretsar kring Kalle Anka. I december 1937 blev dock Kalle stjärna i sin egen filmserie.
| Nr  | Svensk titel                       | Originaltitel            | År   |
| --- | ---------------------------------- | ------------------------ | ---- |
| 1   | Musse Piggs luftfärd               | Plane Crazy              | 1928 |
| 2   | Musse Pigg i vilda västern         | The Gallopin' Gaucho     | 1928 |
| 3   | Musse Pigg som Ångbåtskalle        | Steamboat Willie         | 1928 |
| 4   | Musse Pigg på bal                  | The Barn Dance           | 1929 |
| 5   | Musse Pigg vid varietén            | The Opry House           | 1929 |
| 6   | När katten är borta                | When the Cat's Away      | 1929 |
| 7   | —                                  | The Barnyard Battle      | 1929 |
| 8   | Musse Pigg på vischan              | The Plow Boy             | 1929 |
| 9   | Musse Pigg på Gröna Lund           | The Karnival Kid         | 1929 |
| 10  | Musse Piggs galaföreställning      | Mickey's Follies         | 1929 |
| 11  | Musse Pigg-expressen               | Mickey's Choo-Choo       | 1929 |
| 12  | Musse Pigg som jazzkung            | The Jazz Fool            | 1929 |
| 13  | —                                  | Jungle Rhythm            | 1929 |
| 14  | —                                  | The Haunted House        | 1929 |
| 15  | —                                  | Wild Waves               | 1929 |
| 16  | Musse Pigg ger konsert             | Just Mickey              | 1930 |
| 17  | Musse Pigg bland muntra musikanter | The Barnyard Concert     | 1930 |
| 18  | Musse Pigg i Mexiko                | The Cactus Kid           | 1930 |
| 19  | Musse Pigg som brandsoldat         | The Fire Fighters        | 1930 |
| 20  | Musse Pigg på midsommarvaka        | The Shindig              | 1930 |
| 21  | Musse Pigg i Sing-Sing             | The Chain Gang           | 1930 |
| 22  | —                                  | The Gorilla Mystery      | 1930 |
| 23  | Musse Pigg i det gröna             | The Picnic               | 1930 |
| 24  | Musse Pigg bland indianer          | Pioneer Days             | 1930 |
| 25  | Musse Piggs födelsedag             | The Birthday Party       | 1931 |
| 26  | Musse Pigg i världsvimlet          | Traffic Troubles         | 1931 |
| 27  | Musse Pigg som Robinson Crusoe     | The Castaway             | 1931 |
| 28  | Musse Pigg på älgjakt              | The Moose Hunt           | 1931 |
| 29  | Musse Pigg från musikaffären       | The Delivery Boy         | 1931 |
| 30  | Musse Pigg i friartagen            | Mickey Steps Out         | 1931 |
| 31  | Musse Pigg som dirigent            | Blue Rhythm              | 1931 |
| 32  | Musse Pigg på fisketur             | Fishin' Around           | 1931 |
| 33  | Musse Pigg som hallåman            | The Barnyard Broadcast   | 1931 |
| 34  | Musse Pigg på badort               | The Beach Party          | 1931 |
| 35  | Musse Pigg som trädgårdsmästare    | Mickey Cuts Up           | 1931 |
| 36  | Musse Pigg har kalas               | Mickey's Orphans         | 1931 |
| 37  | Musse Pigg på andjakt              | The Duck Hunt            | 1932 |
| 38  | Musse Pigg som springgrabb         | The Grocery Boy          | 1932 |
| 39  | Musse Pigg och hans galna hund     | The Mad Dog              | 1932 |
| 40  | —                                  | Barnyard Olympics        | 1932 |
| 41  | —                                  | Mickey's Revue           | 1932 |
| 42  | —                                  | Musical Farmer           | 1932 |
| 43  | Musse i Arabien                    | Mickey in Arabia         | 1932 |
| 44  | Musse Piggs mardröm                | Mickey's Nightmare       | 1932 |
| 45  | Musse Pigg som Trader Horn         | Trader Mickey            | 1932 |
| 46  | Håll takten, spelemän              | The Whoopee Party        | 1932 |
| 47  | Matchens målskytt                  | Touchdown Mickey         | 1932 |
| 48  | Musse Piggs pippi                  | The Wayward Canary       | 1932 |
| 49  | The Klondike Kid                   | The Klondike Kid         | 1932 |
| 50  | En riktig hundjul                  | Mickey's Good Deed       | 1932 |
| 51  | Uppåt väggarna                     | Building a Building      | 1933 |
| 52  | —                                  | The Mad Doctor           | 1933 |
| 53  | Hund och katt                      | Mickey's Pal Pluto       | 1933 |
| 54  | Ett resande teatersällskap         | Mickey's Mellerdrammer   | 1933 |
| 55  | Bålde riddersmän                   | Ye Olden Days            | 1933 |
| 56  | Spökflygaren                       | The Mail Pilot           | 1933 |
| 57  | Den mekaniske boxaren              | Mickey's Mechanical Man  | 1933 |
| 58  | Musse Piggs galapremiär            | Mickey's Gala Premier    | 1933 |
| 59  | Trogen som en hund                 | Puppy Love               | 1933 |
| 60  | Våga, vinn hästen min              | The Steeple Chase        | 1933 |
| 61  | King Kongs överman                 | The Pet Store            | 1933 |
| 62  | I jättarnas land                   | Giantland                | 1933 |
| 63  | Sjörövare                          | Shanghaied               | 1934 |
| 64  | Upp till camping                   | Camping Out              | 1934 |
| 65  | Pluto i skojartagen                | Playful Pluto            | 1934 |
| 66  | Musse Pigg hos lilleputtarna       | Gulliver Mickey          | 1934 |
| 67  | Musse Piggs ångvält                | Mickey's Steamroller     | 1934 |
| 68  | Kalle Anka som skådespelare        | The Orphans Benefit      | 1934 |
| 69  | Musse Pigg som ungkarlspappa       | Mickey Plays Papa        | 1934 |
| 70  | I rövarhänder                      | The Dognapper            | 1934 |
| 71  | Banditernas överman                | Two-Gun Mickey           | 1934 |
| 72  | Musse Pigg på Robinsonad           | Mickey's Man Friday      | 1935 |
| 73  | Muntra musikanter                  | The Band Concert         | 1935 |
| 74  | Musse Mekanikus                    | Mickey's Service Station | 1935 |
| 75  | Musse Piggs känguru                | Mickey's Kangaroo        | 1935 |
| 76  | Musse Piggs trädgård               | Mickey's Garden          | 1935 |
| 77  | Musse Piggs brandkår               | Mickey's Fire Brigade    | 1935 |
| 78  | Plutos domedag                     | Pluto's Judgement Day    | 1935 |
| 79  | Musse Pigg på skridskor            | On Ice                   | 1935 |
| 80  | Polomatchen                        | Mickey's Polo Team       | 1936 |
| 81  | Livet på landet                    | Orphans Picnic           | 1936 |
| 82  | Musse Piggs opera                  | Mickey's Grand Opera     | 1936 |
| 83  | I drömmarnas rike                  | Thru the Mirror          | 1936 |
| 84  | Musse Piggs rival                  | Mickey's Rival           | 1936 |
| 85  | Musse Pigg flyttar                 | Moving Day               | 1936 |
| 86  | Musse Pigg på bergsbestigning      | Alpine Climbers          | 1936 |
| 87  | Musse Piggs cirkus                 | Mickey's Circus          | 1936 |
| 88  | Don Donald och Pluto               | Donald and Pluto         | 1936 |
| 89  | Musse Piggs elefant                | Mickey's Elephant        | 1936 |
| 90  | Alla tiders cocktail               | The Worm Turns           | 1937 |
| 91  | Don Donald                         | Don Donald               | 1937 |
| 92  | Magiska Musse                      | Magician Mickey          | 1937 |
| 93  | Älgjakten                          | Moose Hunters            | 1937 |
| 94  | Musse Piggs radiokabaret           | Mickey's Amateurs        | 1937 |
| 95  | Moderna uppfinningar               | Modern Inventions        | 1937 |
| 96  | Säg det med ukulele                | Hawaiian Holiday         | 1937 |
| 97  | Klockan klickar                    | Clock Cleaners           | 1937 |
| 98  | Plutos femlingar                   | Pluto's Quinpuplets      | 1937 |
| 99  | Tror ni på spöken?                 | Lonesome Ghosts          | 1937 |
| 100 | Båtbyggarna                        | Boat Builders            | 1938 |
| 101 | Musse Pigg på camping              | Mickey's Trailer         | 1938 |
| 102 | Musse Pigg som valfångare          | The Whalers              | 1938 |
| 103 | Musse Piggs papegoja               | Mickey's Parrot          | 1938 |
| 104 | Jättens överman                    | Brave Little Tailor      | 1938 |
| 105 | Pluto i eld och lågor              | Society Dog Show         | 1939 |
| 106 | Musses party                       | Mickey's Surprise Party  | 1939 |
| 107 | Pluto på jaktstigen                | The Pointer              | 1939 |
| 108 | Musse Pigg har ångan uppe          | Tugboat Mickey           | 1940 |
| 109 | Pluto åker tåg                     | Mr. Mouse Takes a Trip   | 1940 |
| 110 | Trollkarlens lärling               |                          | 1940 |
| 111 | Virvelvinden                       | The Little Whirlwind     | 1941 |
| 112 | Det glada 90-talet                 | The Nifty Nineties       | 1941 |
| 113 | Musse Pigg på varieté              | The Orphans Benefit      | 1941 |
| 114 | Musse Piggs födelsedag             | Mickey's Birthday Party  | 1942 |
| 115 | Kalle Anka som batterist           | Symphony Hour            | 1942 |
| 116 | Musse Pigg på galej                | Mickey's Delayed Date    | 1947 |
| 117 | Pluto och bumerangen               | Mickey Down Under        | 1948 |
| 118 | Musse Piggs kelgris                | Mickey and the Seal      | 1948 |
| 119 | Pluto jagar tvättbjörn             | R'Coon Dawg              | 1951 |
| 120 | Plutos födelsedagsskiva            | Pluto's Party            | 1952 |
| 121 | Plutos julgran                     | Pluto's Christmas Tree   | 1952 |
| 122 | Pluto på fisketur                  | The Simple Things        | 1953 |
| 123 | Hjärna på rymmen                   | Runaway Brain            | 1995 |
| 124 | Skaffa en häst                     | Get a Horse!             | 2013 |

### Silly Symphonies
1929 fick Mickey Mouse Cartoons-serien sällskap av Silly Symphonies - kortfilmer som byggde på musikstycken, och som till skillnad från Musse-filmerna var tänkt att sakna en återkommande karaktärsflora. Dock bildar filmerna Three Little Pigs, The Big Bad Wolf, Three Little Wolves och The Practical Pig i praktiken en egen enhet då samtliga dessa filmer har Stora stygga vargen och de tre små grisarna i huvudrollerna. Det är också värt att notera att The Practical Pig ursprungligen inte släpptes som en Silly Symphony utan som A Three Little Pigs Cartoon (den enda filmen under denna rubrik). Idag räknar Disney dock in även denna film i serien. Värt att notera är också att den fristående kortfilmen Ferdinand the Bull ursprungligen var tänkt som en Silly Symphony.
| Nr | Titel                                                       | Originaltitel                | År   |
| -- | ----------------------------------------------------------- | ---------------------------- | ---- |
| 1  | Skelettdansen                                               | The Skeleton Dance           | 1929 |
| 2  | Toreadoren                                                  | El Terrible Toreador         | 1929 |
| 3  | I vårens tid                                                | Springtime                   | 1929 |
| 4  | —                                                           | Hell's Bells                 | 1929 |
| 5  | I lilleputtarnas land                                       | The Merry Dwarfs             | 1929 |
| 6  | —                                                           | Summer                       | 1930 |
| 7  | —                                                           | Autumn                       | 1930 |
| 8  | —                                                           | Cannibal Capers              | 1930 |
| 9  | —                                                           | Night                        | 1930 |
| 10 | —                                                           | Frolicking Fish              | 1930 |
| 11 | —                                                           | Arctic Antics                | 1930 |
| 12 | —                                                           | Midnight in a Toyshop        | 1930 |
| 13 | —                                                           | Monkey Melodies              | 1930 |
| 14 | —                                                           | Winter                       | 1930 |
| 15 | En midsommarnattsdröm                                       | Playful Pan                  | 1930 |
| 16 | Lika fåglar leka bäst                                       | Birds of a Feather           | 1931 |
| 17 | —                                                           | Mother Goose Melodies        | 1931 |
| 18 | Porslinstallriken                                           | The China Plate              | 1931 |
| 19 | De flitiga bävrarna                                         | The Busy Beavers             | 1931 |
| 20 | —                                                           | The Cat's Out                | 1931 |
| 21 | Egyptiska melodier                                          | Egyptian Melodies            | 1931 |
| 22 | Ur led är tiden                                             | The Clock Store              | 1931 |
| 23 | —                                                           | The Spider and the Fly       | 1931 |
| 24 | —                                                           | The Fox Hunt                 | 1931 |
| 25 | Den fula ankungen                                           | The Ugly Duckling            | 1931 |
| 26 | —                                                           | The Bird Store               | 1932 |
| 27 | Nallar på äventyr                                           | The Bears and the Bees       | 1932 |
| 28 | Ett hundliv                                                 | Just Dogs                    | 1932 |
| 29 | Morgonstämning                                              | Flowers and Trees            | 1932 |
| 30 | Kung Neptun                                                 | King Neptune                 | 1932 |
| 31 | Vägen till ena nyckelpigo                                   | Bugs in Love                 | 1932 |
| 32 | Hans och Greta                                              | Babes in the Woods           | 1932 |
| 33 | I jultomtens verkstad                                       | Santa's Workshop             | 1932 |
| 34 | Små, små fåglar                                             | Birds in the Spring          | 1933 |
| 35 | Noaks ark                                                   | Father Noah's Ark            | 1933 |
| 36 | Tre små grisar                                              | Three Little Pigs            | 1933 |
| 37 | Gamle kung Kålrot                                           | Old King Cole                | 1933 |
| 38 | Putte hos John Blund                                        | Lullaby Land                 | 1933 |
| 39 | Råttfångaren från Hameln                                    | The Pied Piper               | 1933 |
| 40 | Da'n före da'n                                              | The Night Before Christmas   | 1933 |
| 41 | Porslinsdockorna                                            | The China Shop               | 1934 |
| 42 | Gräshoppan och myrorna                                      | The Grasshopper and the Ants | 1934 |
| 43 | Och jula vara skall till påska!                             | Funny Little Bunnies         | 1934 |
| 44 | Den stora stygga vargen eller Tre små grisar på nya äventyr | The Big Bad Wolf             | 1934 |
| 45 | Den kloka hönan                                             | The Wise Little Hen          | 1934 |
| 46 | Flygande råttan                                             | The Flying Mouse             | 1934 |
| 47 | Herrskap i frack                                            | Peculiar Penguins            | 1934 |
| 48 | Vårens gudinna                                              | The Goddess of Spring        | 1934 |
| 49 | Sköldpaddan och haren                                       | The Tortoise and the Hare    | 1935 |
| 50 | Kung Midas                                                  | The Golden Touch             | 1935 |
| 51 | Rövarkissen                                                 | The Robber Kitten            | 1935 |
| 52 | Waterbabies                                                 | Water Babies                 | 1935 |
| 53 | Sockerbagarnas karneval                                     | The Cookie Carnival          | 1935 |
| 54 | Vem sköt Cock Robin?                                        | Who Killed Cock Robin?       | 1935 |
| 55 | Den stora musikfejden                                       | Music Land                   | 1935 |
| 56 | Tre små kissar                                              | Three Orphan Kittens         | 1935 |
| 57 | Den stora tuppfäktningen                                    | Cock o' the Walk             | 1935 |
| 58 | På dock-kliniken                                            | Broken Toys                  | 1935 |
| 59 | Elmer elefant                                               | Elmer Elephant               | 1936 |
| 60 | Tre små vargar                                              | The Three Little Wolves      | 1936 |
| 61 | Århundradets fight                                          | Toby Tortoise Returns        | 1936 |
| 62 | Tre blinda musketörer                                       | Three Blind Mousketeers      | 1936 |
| 63 | Kusinen från landet                                         | The Country Cousin           | 1936 |
| 64 | Mamma Pluto                                                 | Mother Pluto                 | 1936 |
| 65 | Kissarna på nya äventyr                                     | More Kittens                 | 1936 |
| 66 | Woodland café                                               | Woodland Cafe                | 1937 |
| 67 | Lille Hiawatha                                              | Little Hiawatha              | 1937 |
| 68 | Den gamla kvarnen                                           | The Old Mill                 | 1937 |
| 69 | Den farliga lågan                                           | Moth and the Flame           | 1938 |
| 70 | Vinken, Blinken och Nick                                    | Wynken, Blynken and Nod      | 1938 |
| 71 | Kuckeliku! Klockan är sju!                                  | Farmyard Symphony            | 1938 |
| 72 | Djupt i havet                                               | Merbabies                    | 1938 |
| 73 | Vem är vem i Hollywood?                                     | Mother Goose Goes Hollywood  | 1938 |
| 74 | Tre små grisar på vift                                      | The Practical Pig            | 1939 |
| 75 | Den fula ankungen                                           | The Ugly Duckling            | 1939 |

### Kalle Anka-filmer (Donald Duck Cartoons)
Filmer med Kalle Anka som titelfigur. Observera att Kalles första egna filmer Donald and Pluto (1936), Don Donald (1937) och Modern Inventions (1937) producerades som "Musse Pigg"-filmer trots att Musse Pigg inte syns till i dem. I nutida TV-visningar av dessa filmer är vinjetten dock många gånger ändrad till Donald Duck Cartoons - men ursprungligen började Donald Duck Cartoons-serien alltså först med Kalles fjärde egna film. Under åren 1938-1947 spelade han även huvudrollen i en serie filmer tillsammans med Långben (se nedan).
Kalle medverkade även i episoder av flera av 1940-talets långfilmer, varav vissa också har släppts som fristående kortfilmer. Vanligtvis brukar dock inte dessa räknas in i Donald Duck Cartoons-serien, och finns därför listade i en egen avdelning.
| Nr  | Titel                           | Originaltitel                       | År   |
| --- | ------------------------------- | ----------------------------------- | ---- |
| 1   | Fästmön från Afrika             | Donald's Ostrich                    | 1937 |
| 2   | Kalle Anka sover middag         | Self Control                        | 1938 |
| 3   | Kalle Ankas bättre jag          | Donald's Better Self                | 1938 |
| 4   | Kalle Anka som fosterfar        | Donald's Nephews                    | 1938 |
| 5   | Kalle Anka blir scout           | Good Scouts                         | 1938 |
| 6   | Kalle Anka spelar golf          | Donald's Golf Game                  | 1938 |
| 7   | Kalle Ankas lyckodag            | Donald's Lucky Day                  | 1939 |
| 8   | Kalle Anka spelar ishockey      | Hockey Champ                        | 1939 |
| 9   | Kalle Ankas kusin               | Donald's Cousin Gus                 | 1939 |
| 10  | Kalle Anka badar                | Beach Picnic                        | 1939 |
| 11  | Kalle Anka som amiral           | Sea Scouts                          | 1939 |
| 12  | Kalle Ankas pingvin             | Donald's Penguin                    | 1939 |
| 13  | Kalle Anka som autografjägare   | The Autograph Hound                 | 1939 |
| 14  | Kalle Anka som polis            | Officer Duck                        | 1939 |
| 15  | Kalle Anka är nitisk            | The Riveter                         | 1940 |
| 16  | Kalle Ankas hundbad             | Donald's Dog Laundry                | 1940 |
| 17  | Kalle Ankas frieri              | Mr. Duck Steps Out                  | 1940 |
| 18  | Kalle Ankas aktersnurra         | Put-Put Troubles                    | 1940 |
| 19  | Kalle Anka på semester          | Donald's Vacation                   | 1940 |
| 20  | Kalle Anka som fönsterputsare   | Window Cleaners                     | 1940 |
| 21  | Kalle Anka som brandsoldat      | Fire Chief                          | 1940 |
| 22  | Kalle Anka som timmerhuggare    | Timber                              | 1941 |
| 23  | Kalle Anka i hönshuset          | Golden Eggs                         | 1941 |
| 24  | Kalle Anka på tivoli            | A Good Time for a Dime              | 1941 |
| 25  | Kalle Anka vill ha nattro       | Early to Bed                        | 1941 |
| 26  | Kalle Anka som moralens väktare | Truant Officer Donald               | 1941 |
| 27  | Kalle Anka som dräng            | Old MacDonald Duck                  | 1941 |
| 28  | Kalle Anka som fotograf         | Donald's Camera                     | 1941 |
| 29  | Kalle Anka gräddar våfflor      | Chef Donald                         | 1941 |
| 30  | Mästersmeden Kalle Anka         | The Village Smithy                  | 1942 |
| 31  | Kalle Ankas snöbollskrig        | Donald's Snow Fight                 | 1942 |
| 32  | Kalle Anka tar värvning         | Donald Gets Drafted                 | 1942 |
| 33  | Kalle Ankas trädgård            | Donald's Garden                     | 1942 |
| 34  | Kalle Ankas guldgruva           | Donald's Gold Mine                  | 1942 |
| 35  | Kalle Anka försvinner           | The Vanishing Private               | 1942 |
| 36  | Kalle Anka lär sig flyga        | Sky Trooper                         | 1942 |
| 37  | Kalle Anka som hissgrabb        | Bellboy Donald                      | 1942 |
| 38  | Kalle Anka får punktering       | Donald's Tire Trouble               | 1943 |
| 39  | Kalle Anka flyger i luften      | Flying Jalopy                       | 1943 |
| 40  | Kalle Anka som soldat           | Fall Out Fall In                    | 1943 |
| 41  | Kalle Anka tar bondpermission   | The Old Army Game                   | 1943 |
| 42  | Kalle Anka som luftbevakare     | Home Defense                        | 1943 |
| 43  | Kalle Ankas dragbasun           | Trombone Trouble                    | 1944 |
| 44  | Kalle Anka och gorillan         | Donald Duck and the Gorilla         | 1944 |
| 45  | Kalle Anka på äggjakt           | Contrary Condor                     | 1944 |
| 46  | Kalle Anka på krigsstigen       | Commando Duck                       | 1944 |
| 47  | Kalle Anka som nybakad flygare  | The Plastics Inventor               | 1944 |
| 48  | Kalle Ankas lediga dag          | Donald's Off Day                    | 1944 |
| 49  | Kalle Anka packar paket         | The Clock Watcher                   | 1945 |
| 50  | Kalle Ankas magiska öga         | The Eyes Have It                    | 1945 |
| 51  | Kalle Anka och spargrisen       | Donald's Crime                      | 1945 |
| 52  | Kalle Ankas deckarroman         | Duck Pimples                        | 1945 |
| 53  | Kalle Anka behärskar sig        | Cured Duck                          | 1945 |
| 54  | Kalle Anka som skogvaktare      | Old Sequoia                         | 1945 |
| 55  | Kalle Ankas dubbelgångare       | Donald's Double Trouble             | 1946 |
| 56  | Kalle Anka målar bilen          | Wet Paint                           | 1946 |
| 57  | Kalle Anka i björnens rike      | Dumbell of the Yukon                | 1946 |
| 58  | Kalle Anka som fyrvaktare       | Lighthouse Keeping                  | 1946 |
| 59  | Kalle Anka på Gröna Lund        | Straight Shooters                   | 1947 |
| 60  | Kalle Anka går i sömnen         | Sleepy Time Donald                  | 1947 |
| 61  | Kalle Anka i djungeln           | Clown of the Jungle                 | 1947 |
| 62  | Kalle Anka som Caruso           | Donald's Dilemma                    | 1947 |
| 63  | Kalle Anka och tordyveln        | Bootle Beetle                       | 1947 |
| 64  | Kalle Anka söker nattkvarter    | Wide Open Spaces                    | 1947 |
| 65  | Kalle Ankas vintersemester      | Chip 'n' Dale                       | 1947 |
| 66  | Kalle Anka får snurren          | Drip Dippy Donald                   | 1948 |
| 67  | Kalle Anka blir pappa           | Daddy Duck                          | 1948 |
| 68  | Kalle Anka som dörrknackare     | Donald's Dream Voice                | 1948 |
| 69  | Målet mot Kalle Anka            | The Trial of Donald Duck            | 1948 |
| 70  | Kalle Anka på tapeten           | Inferior Decorators                 | 1948 |
| 71  | Kalle Anka blir ängel           | Soup's On                           | 1948 |
| 72  | Snyltgäster hos Kalle Anka      | Three for Breakfast                 | 1948 |
| 73  | Kalle Anka på camping           | Tea for Two Hundred                 | 1948 |
| 74  | Har den äran Kalle Anka         | Donald's Happy Birthday             | 1949 |
| 75  | Kapten Anka                     | Sea Salts                           | 1949 |
| 76  | Kalle Anka och ekorrarna        | Winter Storage                      | 1949 |
| 77  | Kalle Anka på honungsskörd      | Honey Harvester                     | 1949 |
| 78  | Kalle Anka i ett nötskal        | All In a Nutshell                   | 1949 |
| 79  | Kalle Anka i paradiset          | The Greener Yard                    | 1949 |
| 80  | Kalle Anka får bisyssla         | Slide, Donald, Slide                | 1949 |
| 81  | Kalle Anka som jultomte         | Toy Tinkers                         | 1949 |
| 82  | Kalle Ankas falska lejon        | Lion Around                         | 1950 |
| 83  | Kalle Anka på friarstråt        | Crazy Over Daisy                    | 1950 |
| 84  | Kalle Ankas sommarnöje          | Trailer Horn                        | 1950 |
| 85  | Kalle Anka visar lejonklon      | Hook, Lion and Sinker               | 1950 |
| 86  | Kalle Anka i plurret            | Bee at the Beach                    | 1950 |
| 87  | Kalle Anka i klistret           | Out on a Limb                       | 1950 |
| 88  | Kalle Anka reser västerut       | Dude Duck                           | 1951 |
| 89  | Kalle Anka jagar tjuvar         | Corn Chips                          | 1951 |
| 90  | Kalle Anka som luftakrobat      | Test Pilot Donald                   | 1951 |
| 91  | Kalle Ankas lyckonummer         | Lucky Number                        | 1951 |
| 92  | Jätten Kalle Anka               | Out of Scale                        | 1951 |
| 93  | Kalle Anka och bisvärmen        | Bee on Guard                        | 1951 |
| 94  | Kalle Ankas förbjudna frukt     | Donald Applecore                    | 1952 |
| 95  | Kalle Ankas kompanjoner         | Let's Stick Together                | 1952 |
| 96  | Kalle Ankas ettermyror          | Uncle Donald's Ants                 | 1952 |
| 97  | Kalle Anka och häxan            | Trick or Treat                      | 1952 |
| 98  | Kalle Anka blir barn på nytt    | Don's Fountain of Youth             | 1953 |
| 99  | Kalle Ankas nye granne          | The New Neighbor                    | 1953 |
| 100 | Kalle Anka och Nalle Björn      | Rugged Bear                         | 1953 |
| 101 | Kalle Anka och Jumbo            | Working for Peanuts                 | 1953 |
| 102 | Råskinnet Kalle Anka            | Canvas Back Duck                    | 1953 |
| 103 | Kalle Anka och samvetet         | Spare the Rod                       | 1954 |
| 104 | Kalle Ankas dagbok              | Donald's Diary                      | 1954 |
| 105 | Kalle Anka och draken           | Dragon Around                       | 1954 |
| 106 | Kalle Ankas björnäventyr        | Grin and Bear It                    | 1954 |
| 107 | Kalle Ankas flygande ekorre     | The Flying Squirrel                 | 1954 |
| 108 | Kalle Anka i Grand Canyon       | Grand Canyonscope                   | 1954 |
| 109 | Kalle Ankas vilda jakt          | No Hunting                          | 1955 |
| 110 | Kalle Anka som björnvaktare     | Bearly Asleep                       | 1955 |
| 111 | Kalle Ankas binäring            | Beezy Bear                          | 1955 |
| 112 | Piff och Puff och Kalle Anka    | Up a Tree                           | 1955 |
| 113 | Skepp ohoj – Kapten Anka        | Chips Ahoy                          | 1956 |
| 114 | Kalle Anka möter ödet           | How to Have an Accident in the Home | 1956 |
| 115 | –                               | How to Have an Accident at Work     | 1959 |
| 116 | Skräp-Jocke                     | The Litterbug                       | 1961 |

### Kalle & Långben-filmer (Donald & Goofy Cartoons)
Filmer med både Kalle och Långben som titelfigurer. Dessa filmer räknas idag ofta som en del av serien A Donald Duck Cartoon.
| Nr | Titel                       | Originaltitel                    | År   |
| -- | --------------------------- | -------------------------------- | ---- |
| 1  | Kalle Anka vid Nordpolen    | Polar Trappers                   | 1938 |
| 2  | Kalle Anka på rävjakt       | The Fox Hunt                     | 1938 |
| 3  | Kalle Anka som klisterprins | Bill Posters                     | 1940 |
| 4  | Kalle Anka i sjönöd         | No Sail                          | 1945 |
| 5  | Kalle Anka i urskogen       | Frank Duck Brings 'Em Back Alive | 1946 |
| 6  | Kalle Anka i öknen          | Crazy with the Heat              | 1947 |

### Långben-filmer (Goofy Cartoons)
Filmer med Långben som titelfigur. Precis som Kalle Anka spelade Långben under 1940-talet även huvudrollen i ett par segment av Disneys tecknade långfilmer. Dessa räknas dock normalt inte in i Goofy Cartoons-serien.
| Nr | Titel                           | Originaltitel                    | År   |
| -- | ------------------------------- | -------------------------------- | ---- |
| 1  | Jan Långben och gräshoppan      | Goofy and Wilbur                 | 1939 |
| 2  | Jan Långben som segelflygare    | Goofy's Glider                   | 1940 |
| 3  | Jan Långben och trollkofferten  | Baggage Buster                   | 1941 |
| 4  | Jan Långben åker skidor         | The Art of Skiing                | 1941 |
| 5  | Jan Långben lär sig boxas       | The Art of Self Defense          | 1941 |
| 6  | Jan Långben idrottar            | How To Play Baseball             | 1942 |
| 7  | Jan Långbens olympiska spel     | The Olympic Champ                | 1942 |
| 8  | Jan Långben lär sig simma       | How to Swim                      | 1942 |
| 9  | Jan Långben på fiske            | How to Fish                      | 1942 |
| 10 | Jan Långben som uppfinnare      | Victory Vehicles                 | 1943 |
| 11 | Jan Långben ohoj                | How to Be a Sailor               | 1944 |
| 12 | Jan Långben som golfexpert      | How to Play Golf                 | 1944 |
| 13 | Jan Långben som halvback        | How to Play Football             | 1944 |
| 14 | Jan Långben på tigerjakt        | Tiger Trouble                    | 1945 |
| 15 | Jan Långben i Afrika            | African Diary                    | 1945 |
| 16 | Jan Långben bland indianer      | Californy 'er Bust               | 1945 |
| 17 | Jan Långben spelar ishockey     | Hockey Homicide                  | 1945 |
| 18 | Jan Långben som riddare         | A Knight for a Day               | 1946 |
| 19 | Jan Långben – bäste man på plan | Double Dribble                   | 1946 |
| 20 | Jan Långben på andjakt          | Foul Hunting                     | 1947 |
| 21 | Jan Långben spelar på toto      | They're Off                      | 1948 |
| 22 | Jan Långben som djurtämjare     | The Big Wash                     | 1948 |
| 23 | Jan Långben spelar tennis       | Tennis Racquet                   | 1949 |
| 24 | Jan Långben gymnastiserar       | Goofy Gymnastics                 | 1949 |
| 25 | Dåren i trafiken                | Motor Mania                      | 1950 |
| 26 | Jan Långbens nya hobby          | Hold That Pose                   | 1950 |
| 27 | Jan Långben och lejonet         | Lion Down                        | 1951 |
| 28 | Jan Långbens hemgjorda hem      | Home Made Home                   | 1951 |
| 29 | Jan Långbens kalla krig         | Cold War                         | 1951 |
| 30 | Jan Långben håller diet         | Tomorrow We Diet                 | 1951 |
| 31 | Jan Långben tar chansen         | Get Rich Quick                   | 1951 |
| 32 | Jan Långben blir pappa          | Fathers are People               | 1951 |
| 33 | Jan Långben slutar röka         | No Smoking                       | 1951 |
| 34 | Jan Långben jagar storvilt      | Father's Lion                    | 1952 |
| 35 | Jan Långbens paradis            | Hello Aloha                      | 1952 |
| 36 | Jan Långben och Putte           | Man's Best Friend                | 1952 |
| 37 | Jan Långben blir sheriff        | Two-Gun Goofy                    | 1952 |
| 38 | Jan Långben i katedern          | Teachers are People              | 1952 |
| 39 | Jan Långben tar semester        | Two Weeks Vacation               | 1952 |
| 40 | Jan Långben som privatdetektiv  | How to Be a Detective            | 1952 |
| 41 | Jan Långbens lediga dag         | Father's Day Off                 | 1953 |
| 42 | Långben som tjurfäktare         | For Whom the Bulls Toil          | 1953 |
| 43 | Jan Långben som Åke Mjuk        | Father's Week End                | 1953 |
| 44 | Jan Långben dansar              | How to Dance                     | 1953 |
| 45 | Jan Långbens problem            | How to Sleep                     | 1953 |
| 46 | Jan Långben på vattenskidor     | Aquamania                        | 1961 |
| 47 | Hur du installerar din hemmabio | How to Hook Up Your Home Theater | 2007 |

### Pluto-filmer (Pluto Cartoons)
Filmer med Pluto som titelfigur. Pluto hade även huvudrollen i Silly Symphonies-filmen Mother Pluto från 1936.
| Nr | Titel                       | Originaltitel             | År   | Anmärkning                                         |
| -- | --------------------------- | ------------------------- | ---- | -------------------------------------------------- |
| 1  | Pluto i skrattspegeln       | Bone Trouble              | 1940 |                                                    |
| 2  | Plutos mardröm              | Pluto's Dream House       | 1940 |                                                    |
| 3  | Pluto i skafferiet          | Pantry Pirate             | 1940 |                                                    |
| 4  | Plutos lekkamrat            | Pluto's Playmate          | 1941 |                                                    |
| 5  | Pluto som betjänt           | A Gentleman's Gentleman   | 1941 |                                                    |
| 6  | Musse Pigg spelar golf      | Canine Caddy              | 1941 |                                                    |
| 7  | Plutos goda samvete         | Lend a Paw                | 1941 | Oscar belönad i kategorin bästa animerade kortfilm |
| 8  | Pluto junior                | Pluto, Junior             | 1942 |                                                    |
| 9  | Pluto blir mascot           | The Army Mascot           | 1942 |                                                    |
| 10 | Pluto går i sömnen          | The Sleepwalker           | 1942 |                                                    |
| 11 | Plutos beniga bekymmer      | T-Bone for Two            | 1942 |                                                    |
| 12 | Pluto bland vilda djur      | Pluto at the Zoo          | 1942 |                                                    |
| 13 | Pluto i Brasilien           | Pluto and the Armadillo   | 1943 |                                                    |
| 14 | Pluto knäcker nötter        | Private Pluto             | 1943 |                                                    |
| 15 | Pluto får vårkänslor        | Springtime for Pluto      | 1944 |                                                    |
| 16 | Pluto får första förband    | First-Aiders              | 1944 |                                                    |
| 17 | Pluto har hundvakten        | Dog Watch                 | 1945 |                                                    |
| 18 | Pluto kär och tokig         | Canine Casanova           | 1945 |                                                    |
| 19 | Pluto som vallhund          | The Legend of Coyote Rock | 1945 |                                                    |
| 20 | Pluto och sköldpaddan       | Canine Patrol             | 1945 |                                                    |
| 21 | Pluto faller för frestelsen | Pluto's Kid Brother       | 1946 |                                                    |
| 22 | Pluto bär ut mjölken        | In Dutch                  | 1946 |                                                    |
| 23 | Pluto på hal spis           | Squatter's Rights         | 1946 |                                                    |
| 24 | Pluto som polishund         | Purloined Pup             | 1946 |                                                    |
| 25 | Plutos flyttkalas           | Pluto's House Warming     | 1947 |                                                    |
| 26 | Pluto och sjölejonet        | Rescue Dog                | 1947 |                                                    |
| 27 | Pluto vid luftposten        | Mail Dog                  | 1947 |                                                    |
| 28 | Pluto som plattcharmör      | Pluto's Blue Note         | 1947 |                                                    |
| 29 | Plutos frukostben           | Bone Bandit               | 1948 |                                                    |
| 30 | Pluto köper korv            | Pluto's Purchase          | 1948 |                                                    |
| 31 | Plutos plågoande            | Cat Nap Pluto             | 1948 |                                                    |
| 32 | Pluto som flyglärare        | Pluto's Fledgling         | 1948 |                                                    |
| 33 | Plutos buffelben            | Pueblo Pluto              | 1949 |                                                    |
| 34 | Plutos mystiska paket       | Pluto's Surprise Package  | 1949 |                                                    |
| 35 | En kofta åt Pluto           | Pluto's Sweater           | 1949 |                                                    |
| 36 | Pluto och biet              | Bubble Bee                | 1949 |                                                    |
| 37 | Pluto vaktar får            | Sheep Dog                 | 1949 |                                                    |
| 38 | Plutos hjärtevän            | Pluto's Heart Throb       | 1950 |                                                    |
| 39 | Pluto och sorken            | Pluto and the Gopher      | 1950 |                                                    |
| 40 | Pluto akrobat               | Wonder Dog                | 1950 |                                                    |
| 41 | Primitiva Pluto             | Primitive Pluto           | 1950 |                                                    |
| 42 | Pluto som gårdvar           | Puss-Cafe                 | 1950 |                                                    |
| 43 | Pluto som hönsvaktare       | Pests of the West         | 1950 |                                                    |
| 44 | Pluto som driftkucku        | Food for Feudin'          | 1950 |                                                    |
| 45 | Plutos hungriga vargar      | Camp Dog                  | 1950 |                                                    |
| 46 | Plutos besvär med storken   | Cold Storage              | 1951 |                                                    |
| 47 | Pluto i paradiset           | Plutopia                  | 1951 |                                                    |
| 48 | Plutos kalla kalkon         | Cold Turkey               | 1951 |                                                    |

### Figaro-filmer (Figaro Cartoons)
Filmer med Figaro som titelfigur.
| Nr | Titel                    | Originaltitel      | År   |
| -- | ------------------------ | ------------------ | ---- |
| 1  | Figaro och Cleo          | Figaro and Cleo    | 1943 |
| 2  | Figaro på äventyr        | Bath Day           | 1946 |
| 3  | Figaro och kanariefågeln | Figaro and Frankie | 1947 |

### Piff och Puff-filmer (Chip'n'Dale Cartoons)
Filmer med Piff och Puff som titelfigurer.
| Nr | Titel                   | Originaltitel        | År   |
| -- | ----------------------- | -------------------- | ---- |
| 1  | Skandal i hönsgården    | Chicken In The Rough | 1951 |
| 2  | Två korrar och en miss  | Two Chips And A Miss | 1952 |
| 3  | Piff och Puff och boven | The Lone Chipmunks   | 1954 |

### Humphrey-filmer (Humphrey the Bear Cartoons)
Filmer med björnen Humphrey som titelfigur. Räknas ibland som fristående filmer.
| Nr | Titel                  | Originaltitel | År   |
| -- | ---------------------- | ------------- | ---- |
| 1  | Nalles fiskafänge      | Hooked Bear   | 1956 |
| 2  | Björnarnas rock'n roll | In The Bag    | 1956 |

### Roger Rabbit
Filmer med Roger Rabbit som titelfigur var de första tecknade kortfilmerna från Disney för biovisning som gjordes på 24 år. Liksom långfilmen Vem satte dit Roger Rabbit är kortfilmerna producerade i samarbete med Steven Spielbergs Amblin Entertainment. Roller Coaster Rabbit släpptes av Disneys andra label Touchstone Pictures. Räknas ibland som fristående filmer.
| Nr | Titel                              | Originaltitel         | År   | Långfilm (spelfilm) som den visades innan på bio |
| -- | ---------------------------------- | --------------------- | ---- | ------------------------------------------------ |
| 1  | Ont i magen                        | Tummy Trouble         | 1989 | Älskling, jag krympte barnen                     |
| 2  | Roger Rabbit åker berg-och-dalbana | Roller Coaster Rabbit | 1990 | Dick Tracy                                       |
| 3  | Trail Mix-Up                       | Trail Mix-Up          | 1993 | Äventyret i Kalahariöknen                        |

### Propagandafilmer
Under andra världskriget släpptes ett flertal specialfilmer med mer eller mindre påtaglig krigspropaganda. Den sista var ursprungligen tänkt att ingå i en tecknad långfilm.
| Nr | Titel                 | Originaltitel                                  | År   | Anmärkning                                      |
| -- | --------------------- | ---------------------------------------------- | ---- | ----------------------------------------------- |
| 1  | —                     | The Thrifty Pig                                | 1941 |                                                 |
| 2  | —                     | 7 Wise Dwarfs                                  | 1941 |                                                 |
| 3  | —                     | Donald's Decision                              | 1942 |                                                 |
| 4  | —                     | All Together                                   | 1942 |                                                 |
| 5  | —                     | The New Spirit                                 | 1942 |                                                 |
| 6  | —                     | Stop That Tank!                                | 1942 |                                                 |
| 7  | —                     | Food Will Win the War                          | 1942 |                                                 |
| 8  | —                     | Out of the Frying Pan and into the Firing Line | 1942 |                                                 |
| 9  | —                     | Der Fuehrer's Face                             | 1943 |                                                 |
| 10 | —                     | The Grain That Built a Hemisphere              | 1943 |                                                 |
| 11 | —                     | The Spirit of '43                              | 1943 |                                                 |
| 12 | Herrefolket           | Education for Death                            | 1943 |                                                 |
| 13 | —                     | Reason and Emotion                             | 1943 |                                                 |
| 14 | Tuppkycklingen        | Chicken Little                                 | 1943 |                                                 |
| 15 | Den trötta beckasinen | The Pelican and the Snipe                      | 1944 | ursprungligen avsedd att ingå i Tre Caballeros. |

### Fristående kortfilmer
1938 släppte Disney en kortfilm som inte ingick i någon av de pågående filmserierna; den var dock ursprungligen tänkt som en Silly Symphony. Från och med 1950 blev de fristående filmerna vanligt återkommande.
| Nr | Titel                        | Originaltitel                                       | År   | Anmärkning                                               |
| -- | ---------------------------- | --------------------------------------------------- | ---- | -------------------------------------------------------- |
| 1  | —                            | Minnie's Yoo Hoo                                    | 1930 |                                                          |
| 2  | —                            | Parade of the Award Nominees                        | 1932 |                                                          |
| 3  | Tjuren Ferdinand             | Ferdinand the Bull                                  | 1938 | Oscar belönad i kategorin Bästa animerade kortfilm 1939. |
| 4  | —                            | The Standard Parade                                 | 1939 |                                                          |
| 5  | —                            | The Volunteer Worker                                | 1940 |                                                          |
| 6  | Se opp för tåget             | The Brave Engineer                                  | 1950 |                                                          |
| 7  | Tummeliten, älgarnas herre   | Morris, the Midget Moose                            | 1950 |                                                          |
| 8  | Det fåraktiga lejonet        | Lambert the Sheepish Lion                           | 1952 |                                                          |
| 9  | Bara en utsliten bil         | Susie the Little Blue Coupe                         | 1952 |                                                          |
| 10 | Lillstugan i storstaden      | The Little House                                    | 1952 |                                                          |
| 11 | —                            | Adventures in Music: Melody                         | 1953 |                                                          |
| 12 | Fotboll förr och nu          | Football Now and Then                               | 1953 |                                                          |
| 13 | Tut, Pip, Plong och Bom      | Adventures in Music: Toot, Whistle, Plunk, and Boom | 1953 | Oscar belönad i kategorin Bästa animerade kortfilm       |
| 14 | En svinaktig historia        | Pigs is Pigs                                        | 1954 |                                                          |
| 15 | Bäste man på plan            | Casey Bats Again                                    | 1954 |                                                          |
| 16 | Ett lejon på vift            | Social Lion                                         | 1954 |                                                          |
| 17 | Symfoni på stallbacken       | Jack and Old Mac                                    | 1956 |                                                          |
| 18 | En cowboy å hans häst        | A Cowboy Needs a Horse                              | 1956 |                                                          |
| 19 | Trafiksyndarna i Låtsastälje | The Story of Anyburg, U.S.A                         | 1957 |                                                          |
| 20 | Vincent                      | Vincent                                             | 1982 |                                                          |
| 21 | —                            | Fun with Mr. Future                                 | 1982 |                                                          |
| 22 | —                            | Oilspot and Lipstick                                | 1987 |                                                          |
| 23 | —                            | Off His Rockers                                     | 1992 |                                                          |
| 24 | —                            | John Henry                                          | 2000 |                                                          |
| 25 | —                            | Destino                                             | 2003 |                                                          |
| 26 | —                            | Lorenzo                                             | 2004 |                                                          |
| 27 | —                            | The Ballad of Nessie                                | 2011 |                                                          |
| 28 | —                            | Paperman                                            | 2012 | Oscar belönad i kategorin Bästa animerade kortfilm       |
| 29 | —                            | Feast                                               | 2014 | Oscar belönad i kategorin Bästa animerade kortfilm       |

## Novellfilmer
Sedan 1950-talet har Disney släppt flera novellfilmer (featurettes på engelska). Då kortfilmerna normalt är omkring sex minuter långa, är novellfilmerna i detta fallet mellan 12 och 35 minuter, vanligen ca. 20-25 minuter. Någon egentlig, officiell, särskiljning mellan novellfilmer och kortfilmer finns dock inte.

### Novellfilmer medMusse Pigg
| Nr | Titel                    | Originaltitel             | År   |
| -- | ------------------------ | ------------------------- | ---- |
| 1  | Musse Piggs julsaga      | Mickey's Christmas Carol  | 1983 |
| 2  | Prinsen och tiggarpojken | The Prince and the Pauper | 1990 |

### Novellfilmer medKalle Anka
| Nr | Titel                      | Originaltitel            | År   |
| -- | -------------------------- | ------------------------ | ---- |
| 1  | Kalle i mattemagikens land | Donald in Mathmagic Land | 1959 |
| 2  | Kalle Anka och hjulet      | Donald and the Wheel     | 1961 |

### Novellfilmer medLångben
| Nr | Titel                                  | Originaltitel              | År   | Anmärkning                                                                     |
| -- | -------------------------------------- | -------------------------- | ---- | ------------------------------------------------------------------------------ |
| 1  | —                                      | Freewayphobia              | 1965 |                                                                                |
| 2  | En lektion i bilvett                   | Goofy's Freeway Troubles   | 1965 |                                                                                |
| 3  | Sportfånen Långben som fotbollsstjärna | Sport Goofy in Soccermania | 1987 | Producerad för biovisning, men i slutskedet förflyttad till att få TV-premiär. |

### Novellfilmer medNalle Puh(Winnie the Pooh)
1961 köpte Disney, efter många års intresse, filmrättigheterna till A.A. Milnes barnboksfigur Nalle Puh, och mellan 1966 och 1983 producerade man fyra Puh-filmer på cirka 25 minuter vardera (utöver dessa filmer medverkade Puh även i ett mindre antal informations- och undervisningsfilmer). 1977 sammanställdes de tre första filmerna och cirka 10 minuters nytt material till Disneyklassikern Filmen om Nalle Puh. På 1980-talet fick dessa filmer en uppföljare i den tecknade TV-serien Nya äventyr med Nalle Puh, som i sin tur gett upphov till ytterligare långfilmer.
| Nr | Titel                              | Originaltitel                        | År   |
| -- | ---------------------------------- | ------------------------------------ | ---- |
| 1  | Nalle Puh på honungsjakt           | Winnie the Pooh and the Honey Tree   | 1966 |
| 2  | Nalle Puh och den stormiga dagen   | Winnie the Pooh and the Blustery Day | 1968 |
| 3  | Nalle Puh och den skuttande tigern | Winnie the Pooh and Tigger Too       | 1974 |
| 4  | Nalle Puh och Iors stora dag       | Winnie the Pooh and a Day for Eeyore | 1983 |

### Fristående novellfilmer
| Nr | Titel                           | Originaltitel                | År   |
| -- | ------------------------------- | ---------------------------- | ---- |
| 1  | Benjamin och jag                | Ben and Me                   | 1953 |
| 2  | —                               | The Truth About Mother Goose | 1957 |
| 3  | Paul Bunyan                     | Paul Bunyan                  | 1958 |
| 4  | Noaks ark                       | Noah's Ark                   | 1959 |
| 5  | Goliat II                       | Goliath II                   | 1960 |
| 6  | En sjöman i Vilda Västern       | The Saga of Windwagon Smith  | 1961 |
| 7  | —                               | A Symposium on Popular Songs | 1962 |
| 8  | —                               | Scrooge McDuck and Money     | 1967 |
| 9  | Att vara fågel det är svårt det | It's Tough to Be a Bird      | 1969 |
| 10 | —                               | Dad, Can I Borrow the Car?   | 1970 |
| 11 | Min lilla åsna                  | The Small One                | 1978 |

### Totally Twisted Fairy Tales
1995 påbörjade Walt Disney Television Animation produktionen av vad som var tänkt att bli en nyskapande serie av till en början fyra filmer på omkring 15 minuter. Idén var att bygga på klassiska sagor, men förflytta handlingen till nutid, vrida dem ett par extra varv och göra dem till parodier av inte bara ursprungssagorna utan även samtiden. Resultatet ska dock ha blivit lite för skruvat för Disneys smak. Endast två filmer släpptes, och då enbart i mindre skala, för visning på filmfestivaler. Ytterligare en film Jack in the Beanstalk lär enligt vissa källor ha färdigställts men ännu inte lämnat Disneys arkiv. Den fjärde och sista filmen i serien - Rumpelstiltskin kom aldrig längre än till manusstadiet.
| Nr | Titel                     | Originaltitel         | År   |
| -- | ------------------------- | --------------------- | ---- |
| 1  | Ingen känd svensk release | Redux Riding Hood     | 1997 |
| 2  | Ingen känd svensk release | The Three Little Pigs | 1999 |

## Avsnitt från långfilmer
Mellan 1946 och 1975 distribuerades flera avsnitt från 1940-talets långfilmer ut till biograferna som kortfilmer, och senare har dessa och ytterligare avsnitt visats på både TV och i DVD/VHS-utgåvor. Trots att flera av dessa filmer har Kalle eller Långben i huvudrollerna och presenterades som "A Goofy Cartoon" respektive "A Donald Duck Cartoon" räknas de normalt inte in i huvudserierna.
I längd varierar dessa filmer från 6 till 25 minuter.

### FrånDen fredliga draken(1941)
| Nr | Titel                      | Originaltitel        | År   |
| -- | -------------------------- | -------------------- | ---- |
| 1  | Den fredliga draken        | The Reluctant Dragon | 1946 |
| 2  | Jan Långben tar ridlektion | How to Ride a Horse  | 1950 |

### FrånSaludos Amigos(1942)
| Nr | Titel                    | Originaltitel      | År   |
| -- | ------------------------ | ------------------ | ---- |
| 1  | Kalle Anka som turist    | Lake Titicaca      | 1955 |
| 2  | Lille Pedros flygäventyr | Pedro              | 1955 |
| 3  | Jan Långben som gaucho   | El Gaucho Goofy    | 1955 |
| 4  | Aquarela do Brasil       | Aquarela do Brasil | 1955 |

### FrånTre Caballeros(1945)
| Nr | Titel                     | Originaltitel            | År   | Anmärkning |
| -- | ------------------------- | ------------------------ | ---- | ---------- |
| 1  | Den flygande åsnan        | The Flying Gauchito      | 1955 |            |
| 2  | Pingvinen som alltid frös | The Cold Blooded Penguin |      | TV-visning |
| 3  | Las Posadas               | Las Posadas              |      | TV-visning |

### FrånSpela för mig(1946)
| Nr | Titel            | Originaltitel                       | År   |
| -- | ---------------- | ----------------------------------- | ---- |
| 1  | —                | The Martins and the Coys            | 1954 |
| 2  | Det svänger      | Two for the Record                  | 1954 |
| 3  | —                | Casey at the Bat                    | 1954 |
| 4  | —                | Johnnie Fedora and Alice Bluebonnet | 1954 |
| 5  | —                | Willie the Operatic Whale           | 1954 |
| 6  | Peter och vargen | Peter and the Wolf                  | 1955 |

### FrånPank och fågelfri(1947)
| Nr | Titel                 | Originaltitel            | År   |
| -- | --------------------- | ------------------------ | ---- |
| 1  | Musse och bönstjälken | Mickey and the Beanstalk | 1963 |
| 2  | Bongo                 | Bongo                    | 1971 |

### FrånJag spelar för dig(1948)
| Nr | Titel         | Originaltitel          | År   |
| -- | ------------- | ---------------------- | ---- |
| 1  | Lilla Tråget  | Little Toot            | 1954 |
| 2  | En vintersaga | Once Upon a Wintertime | 1954 |
| 3  | —             | Contrast in Rhythm     | 1955 |
| 4  | —             | Johnny Appleseed       | 1955 |
| 5  | —             | Blame It on the Samba  | 1955 |
| 6  | —             | Pecos Bill             | 1955 |

### FrånThe Adventures of Ichabod and Mr Toad(1949)
| Nr | Titel                             | Originaltitel                     | År   |
| -- | --------------------------------- | --------------------------------- | ---- |
| 1  | Legenden om Sömniga Dalen         | The Legend of Sleepy Hollow       | 1958 |
| 2  | The Madcap Adventures of Mr. Toad | The Madcap Adventures of Mr. Toad | 1967 |

## Kortfilmer producerade i utbildningssyfte
Kortfilmer visade i klassrum, alltså skolfilmer. Vissa filmer sponsrade.
| Nr | Titel                     | Originaltitel                         | År   | Anmärkning     |
| -- | ------------------------- | ------------------------------------- | ---- | -------------- |
| 1  | —                         | The Story of Menstruation             | 1946 |                |
| 2  | —                         | Steel and America                     | 1965 | Med Kalle Anka |
| 3  | Kalle Ankas räddningsplan | Donald's Fire Survival Plan           | 1965 |                |
| 4  | —                         | Family Planning                       | 1967 | Med Kalle Anka |
| 5  | —                         | Smoking: The Choice Is Yours          | 1981 |                |
| 6  | Nalle Puh och årstiderna  | Winnie the Pooh Discovers the Seasons | 1981 |                |
| 7  | —                         | Advice on Lice                        | 1985 |                |

## Kortfilmer producerade för DVD-utgåvor
Under 2000-talet började Walt Disney Pictures att producera kortfilmer direkt till DVD-utgåvorna av deras tecknade långfilmer. Observera dock att de kortfilmer som finns med på DVD-utgåvorna av Disney/Pixars filmer normalt är helt Pixar-producerade. Undantagen är Mike's New Car, Jack-Jack till attack och Bärgarn och Spökljuset som är en samproduktion mellan de två produktionsbolagen.
| Nr | Titel                                | Originaltitel                       | År   | Släppt på DVD:n                  |
| -- | ------------------------------------ | ----------------------------------- | ---- | -------------------------------- |
| 1  | Mike's New Car                       | Mike's New Car                      | 2002 | Monsters Inc.                    |
| 2  | En ko-misk saga: De tre små grisarna | A Dairy Tale: The Three Little Pigs | 2004 | Kogänget                         |
| 3  | En och en                            | One by One                          | 2004 | Lejonkungen II – Simbas skatt    |
| 4  | Katten och kungen                    | The Cat that Looked at a King       | 2004 | Mary Poppins 40-årsjubileums-DVD |
| 5  | Jack-Jack till attack                | Jack-Jack Attack                    | 2005 | Superhjältarna                   |
| 6  | Stitch ursprung                      | The Origin of Stitch                | 2005 | Lilo & Stitch 2                  |
| 7  | Flickan med svavelstickorna          | The Little Match Girl               | 2006 | Den lilla sjöjungfrun            |
| 8  | Bärgarn och Spökljuset               | Mater and the Ghostlight            | 2006 | Bilar                            |

## Walt Disney Treasures
Disneys mest ambitiösa utgåvor av kortfilmerna är Walt Disney Treasures, en serie med DVD-skivor som getts ut i USA (Region 1). Denna serie innefattar omkring tre fjärdedelar av Disneys totala kortfilmsproduktion. En handfull av titlarna har även getts ut i Sverige på Region 2.

### Amerikanska utgåvor
- The Chronological Donald Vol. 1 1936–1941
- The Chronological Donald Vol. 2 1942–1946
- The Complete Goofy
- The Complete Pluto Vol. 1 1937–1947
- The Complete Pluto Vol. 2 1947–1951
- Disney Rarieties
- Mickey Mouse In Black & White Vol. 1
- Mickey Mouse In Black & White Vol. 2
- Mickey Mouse In Living Colour Vol. 1 1935–1938
- Mickey Mouse In Living Colour Vol. 2 1939–1995
- Silly Symphonies Vol. 1
- Silly Symphonies Vol. 2

### Svenska utgåvor
- The Chronological Donald Vol. 1 1936–1941
- The Chronological Donald Vol. 2 1942–1946
- Mickey Mouse In Living Colour Vol. 1 1935–1938
- Mickey Mouse In Living Colour Vol. 2 1939–1995
- Complete Pluto Vol. 1 1930–47
- Silly Symphonies 1929–1939
- The Complete Goofy
- Mickey Mouse In Black & White Vol. 1
- Mickey Mouse In Black & White Vol. 2
- Chronological Donald Vol. 3
- The Adventures of Oswald the Lucky Rabbit